# San Antonio Portezuelo
San Antonio Portezuelo är en ort i Mexiko.   Den ligger i kommunen General Felipe Ángeles och delstaten Puebla, i den sydöstra delen av landet, 160 km öster om huvudstaden Mexico City. San Antonio Portezuelo ligger 2 175 meter över havet och antalet invånare är 3 515.
Terrängen runt San Antonio Portezuelo är platt åt sydväst, men åt nordost är den kuperad. Runt San Antonio Portezuelo är det tätbefolkat, med 476 invånare per kvadratkilometer. Närmaste större samhälle är Acatzingo de Hidalgo, 7,6 km väster om San Antonio Portezuelo. Trakten runt San Antonio Portezuelo består till största delen av jordbruksmark.